# Ostffyasszonyfa
Ostffyasszonyfa es un pueblo ubicado en el distrito de Celldömölk, en el condado de Vas, Hungría.

## Superficie
Posee una superficie de 34,31 kilómetros cuadrados.

## Demografía
Hasta 2019 la población era de 756 habitantes, con una densidad de población de 22,03 habitantes por kilómetro cuadrado.